# Нантер 92
Нантер 92 (фр. Nanterre 92) — французский баскетбольный клуб из города Нантер (пригород Парижа). С 2011 года выступает в высшей лиге чемпионата Франции, чемпион Франции 2013 года.

## О клубе
Основан в 1927 году, выступал в различных ведомственных и региональных соревнованиях, высоких достижений не добивался. В 1990-95 годах был объединён с клубом l’Entente Sportive de Nanterre, став единственным баскетбольным клубом в Нантере. В 1987 году президентом клуба стал Жан Донадье, из года в год клуб поднимался по лигам и к 2011 году вышел в элитный дивизион чемпионата, в 2013 году клуб стал чемпионом Франции, отобравшись таким образом в турнир Евролиги сезона 2013/2014. Матчи Евролиги проводит на площадке дворца спорта Берси в Париже.

## Титулы
- Чемпион Франции дивизион Pro А: 2013
- Кубок Франции по баскетболу: финалист 2007, 2013
- Чемпион Франции дивизион Pro B: 2011
- Обладатель Кубка вызова ФИБА: 2015
- Обладатель Кубка ФИБА Европы: 2017

## Сезоны
| Сезон   | Лига  | Уровень | Рег. Чемп. | Плей-офф      | Еврокубки                    |
| ------- | ----- | ------- | ---------- | ------------- | ---------------------------- |
| 2011-12 | Про А | 1       | 11         | -             | -                            |
| 2012-13 | Про А | 1       | 8          | Чемпион       | -                            |
| 2013-14 | Про А | 1       | 10         | -             | Гр.этап Евролиги             |
| 2013-14 | Про А | 1       | 10         | -             | 1/8 финала Еврокубка         |
| 2014-15 | Про А | 1       | 2          | Четвертьфинал | Победитель Кубка вызова ФИБА |
| 2015-16 | Про А | 1       | -          | -             | Гр.этап Еврокубка            |

## Известные игроки
- Марцин Стефаньский